# Desinić
Desinić è un comune della Croazia di 3 478 abitanti della regione di Krapina e dello Zagorje.
Nelle vicinanze sorge il Castello di Veliki Tabor risalente al XII secolo.